# Haycocknema perplexum
Haycocknema perplexum är en rundmaskart som beskrevs av Spratt, Beveridge, Andrews och Dennett 1999. Haycocknema perplexum ingår i släktet Haycocknema och familjen Robertdollfusidae. Inga underarter finns listade i Catalogue of Life.